# 羅培茲宮
羅培茲宮（西班牙語：Palacio de los López）是位在巴拉圭首都亞松森的建築，也是巴拉圭总统的辦公地點，由巴拉圭的獨裁者弗朗西斯科·索拉诺·洛佩斯擔任總統期間所建造。